# Бульвар Сен-Мишель
Бульвар Сен-Мишель (Boulevard Saint-Michel), сокр. Бульмиш (Boul’Mich’) — одна из главных улиц Латинского квартала Парижа (наряду с бульваром Сен-Жермен). 

## Описание
Бульвар проходит по границе между V и VI округами. Бульвар берёт своё начало от моста Сен-Мишель на реке Сена и площади Сен-Мишель, пересекает бульвар Сен-Жермен, идёт вдоль Сорбонны и Люксембургского сада и заканчивается на площади Камиля Жулена вблизи от железнодорожной станции Порт-Ройаль и проспекта Обсерватории.
Бульвар имеет протяжённость 1380 метров, ширину — 30 метров. Сен-Мишель — улица с односторонним движением, имеющая три полосы движения. По бульвару с обеих сторон посажены деревья.

## История
Как и другие парижские бульвары, Бульмиш был создан в ходе перепланировки Парижа бароном Османом; задумывался как параллельный улице Сен-Жак, делящей исторический центр Парижа в направлении с севера на юг. Строительство бульвара началось в 1860 году, а в 1867 он получил своё нынешнее имя. Это название связано с разрушенными в 1679 году городскими воротами и рынком Сен-Мишель неподалёку от них.
В результате создания бульвара исчезли многие улицы, в том числе улица Deux Portes Saint-André, пассаж Harcourt, улица Mâcon, улица Neuve de Richelieu, улица Poupée, часть улицы la Harpe и улицы Enfer, часть бывшей площади Сен-Мишель и улицы l'Est. Часть бульвара Сен-Мишель на входе улицы Henri Barbusse и улицы l'Abbé de l'Epée прежде называлась площадью Louis Marin.

## Примечательные здания и сооружения
- № 23 — Музей Средневековья;
- № 44 — Lycée Saint-Louis;
- № 60 — École des Mines.

## Метро
На бульваре расположено 2 станции парижского метро и 2 станции скоростного транспорта RER:
- Сен-Мишель в северном конце бульвара Сен-Мишель;
- Cluny/La Sorbonne на пересечении с бульваром Сен-Жермен;
- Luxembourg на площади Эдмона Ростана (на пересечении с улицей Гей-Люссака);
- Port-Royal вблизи северного конца бульвара Сен-Мишель (рядом с площадью Камиля Жулена).